# Toledo (Norte de Santander)
Toledo es un municipio colombiano situado en el departamento de Norte de Santander. Según el censo de 2018, tiene una población de 15 440 habitantes.

## División político-administrativa
Además de su cabecera municipal, Toledo tiene bajo su jurisdicción los siguientes centros poblados:
- Samore
- San Bernardo de Bata

- Gibraltar

## Reseña histórica
En el libro Monografía de Toledo, de Anita Sánchez de Rozo y Rubén Darío Hernández, se dice que «los primitivos pobladores descendían de los chitareros, quienes a su vez eran descendientes de los chibchas. Como un reducto de los pobladores ancestrales, se tienen hoy a los U'was (anteriormente llamados tunebos), quienes se localizan en la zona conocida como Santa Librada, Sararito, Samoré, El Chuscal y algunas regiones vecinas de Arauca y Boyacá». 
Los conquistadores dominaron sin mayor resistencia a los primitivos indígenas, que huyendo, habían llegado a estos valles donde se conformaban con proveerse de los alimentos, que en esencia consistían el maíz, yuca, batata y varias frutas silvestres, cazaban venados y otros animales monteses cuya carne era muy apreciada. 
La existencia y fundación de Labateca como encomienda se remonta hacia 1555 y 1560.
Toledo fue elevado a categoría de cabecera municipal en el año de 1886, pero su fundación data de 1795 cuando fue segregado como parroquia procedente de su vecino Labateca.

## Festividades
- 5-15 de septiembre: Santo Cristo, patrono y Nuestra Señora de las Angustias.
- 13-16 de febrero: Ferias y Fiestas y Reinado Departamental de la Ganadería, festival de comparsas.
- Semana Santa como retiro espiritual para propios y extraños.
- Octubre: semana cultural del colegio Guillermo Cote Bautista, con expresiones artísticas de la región.
- Noviembre: primer puente festivo, gran caravana turística presentación de actos culturales por colonias, festival mundial del Guarapo patrocinado por las personas residentes y las que nos visitan.

En el segundo puente festivo del mes de noviembre se lleva a cabo la gran maratón "Ciudad de Toledo", organiza la empresa Ecopetrol, con la colaboración de la administración municipal y la institución educativa.
El gran factor "T", este evento se realiza desde el 26 al 30 de diciembre, de siete a diez de la noche, en espacio público, entrada gratis, se transmite por la emisora comunitaria La Voz de Toledo, y el canal comunal Tele Toledo,

## Patrimonio
- Parque Nacional Natural El Tamá, el cual tiene todos los pisos térmicos y una variada gama de especies en su fauna y flora, así como hermosas vistas paisajísticas. Dentro de este parque, señala la historia, se encuentra la cascada La Segueta, que con más de 800 metros de caída libre sería la más alta de Colombia y segunda del mundo detrás del famoso [Salto del Ángel] en Venezuela. Sin embargo acceder al lugar es todavía muy difícil, por lo abrupto del terreno en plena selva del lugar.

- En el sitio conocido como El Azul y Santa Rita hay numerosas cascadas, que por su belleza, pueden ser en el futuro destino turístico de gran importancia.
- Aguas termales en la vereda Tapatá, un sitio aún por descubrir pero que con adecuaciones necesarias de movilidad y hospedaje podría ser interesante punto de encuentro y referencia de viajeros.
- El cerro del Venado, paradisíaco y misterioso lugar, de grandes riscos, lagunas, manantiales, vegetación y especies animales propias de los Andes colombianos.
- Santuario de Nuestra Señora de las Angustias en la vereda Bochagá, donde dice la leyenda apareció el lienzo de la Virgen protectora de toledanos y Labatequenses.
- Capilla Nuestra Señora de las Angustias.(centro)Bellamente restaurada con el apoyo del benefactor Ing. Segundo Antonio González.
- Templo parroquial San Luis.
- Hogar Juvenil Campesino, otrora hacienda Toledito. Con su bella y antiquísima casona, vestigios de camino real, paisajes de verde intenso con cafetales y frutales, humedales y mucho más.
- Cascadas hermosas, ríos caudalosos, montañas sorprendentes, cañones naturales, lagunas, en fin, toda la naturaleza en su esplendor en el piedemonte de la cordillera por Samoré y sus sitios cercanos. Hacia el futuro otro gran destino turístico.
- Piscina los Pinos.
- Río Culaga.
- Punto Vive digital y Ludoteca.
- La peña de los Micos, un cerro de gran tamaño, pura roca, que es atravesado por un camino de herradura con altura, del camino hasta el río Margua, de unos trescientos metros en caída libre, camino angosto y construido hace más o menos ochenta años cuando los colonizadores del Sarare mostraron interés por esa rica región.
- Coliseo La Canchita.
- Cascada de Piletas.
- Tobogán natural vereda el Retiro
- Cascadas del Cubugón.
- Peña de los Micos, vereda Tamara.
- Museo don David Hernández.
- Las tres plantas físicas de la Institución Educativa Guillermo Cote Bautista
- Casona de la Alcaldía.
- Sede 2 de la Alcaldía Municipal, antigua Alcaldía.
- Casa de la Cultura y Biblioteca Publica Municipal.